# Siliquoferella
Siliquoferella is een geslacht van rechtvleugeligen uit de familie sabelsprinkhanen (Tettigoniidae). De wetenschappelijke naam van dit geslacht is voor het eerst geldig gepubliceerd in 1924 door Karny.

## Soorten
Het geslacht Siliquoferella  is monotypisch en omvat slechts de volgende soort:
- Siliquoferella emarginata (Karny, 1924)